# Apocyneae
Apocyneae és una tribu de plantes de flors que pertany a la família de les Apocynaceae (ordre Gentianales). Aquesta tribu té 27 gèneres.
- Aganonerion
- Aganosma
- Anodendron
- Apocynum
- Baharuia
- Baissea
- Beaumontia
- Chonemorpha
- Cleghornia
- Dewevrella
- Elytropus
- Epigynum
- Eucorymbia
- Forsteronia
- Ichnocarpus
- Ixodonerium
- Motandra
- Odontadenia
- Oncinotis
- Papuechites
- Parameria
- Parepigynum
- Sindechites
- Trachelospermum
- Urceola
- Vallariopsis
- Vallaris